# گری مگسون
گری مگسون (انگلیسی: Gary Megson؛ زادهٔ ۲ مهٔ ۱۹۵۹) بازیکن فوتبال سابق و مربی فوتبال فعلی، اهل بریتانیا است.
از باشگاه‌هایی که در آن بازی کرده‌است می‌توان به باشگاه فوتبال نیوکاسل یونایتد، باشگاه فوتبال اورتون، باشگاه فوتبال نوریچ سیتی، باشگاه فوتبال لینکولن سیتی، باشگاه فوتبال منچستر سیتی، باشگاه فوتبال شروزبری تاون، باشگاه فوتبال پلیموث آرگیل، باشگاه فوتبال ناتینگهام فارست، و باشگاه فوتبال شفیلد ونزدی اشاره کرد.